# NGC 3886
NGC 3886 ist eine elliptische Galaxie vom Hubble-Typ E/S0 im Sternbild Löwe an der Ekliptik. Sie ist schätzungsweise 261 Millionen Lichtjahre von der Milchstraße entfernt, hat einen Durchmesser von etwa 95.000 Lj und ist Mitglied des Leo-Galaxienhaufens Abell 1367.
Im selben Himmelsareal befinden sich u. a. die Galaxien NGC 3861, NGC 3873, NGC 3875, IC 2955.
Das Objekt wurde am 9. Mai 1864 von Heinrich d’Arrest entdeckt.